# Odissea a l'espai
Odissea de l'espai és una saga de novel·les de ciència-ficció escrites per Arthur C. Clarke.

## Origen
La idea original ve d'una vella narració curta de Clarke, El sentinella (1948). Quan Stanley Kubrick, deu anys després, li proposa realitzar una "proverbial bona pel·lícula de ciència-ficció", pensaren que El sentinella podria ser un bon punt de partida.
En aquest relat, una civilització alienígena avançada establia un lloc de control en la Lluna amb l'objectiu d'observar l'evolució de l'espècie humana per realitzar-hi un contacte quan estigués prou desenvolupada.

## 2001, una odissea a l'espai(1968)
Un monòlit translúcid de color lletós apareix sobtadament a la Terra de fa tres milions d'anys, quan els primers homínids començaven llur llarg viatge envers l'autoconsciència els afecta d'alguna forma profunda i indefinible. Un altre monòlit negre és trobat el 1999 a la Lluna. D'una geometria perfecta, l'artefacte, d'evident origen intel·ligent, rebutja tots els intents humans per accedir als seus secrets. De sobte, envia un senyal a Saturn. La nau Discovery, tripulada entre d'altres per David Bowman i Frank Poole, amb el supercomputador HAL 9000 controlant-ne tots els sistemes, és enviada a Saturn en una missió d'exploració a fi d'esbrinar-ne el destí del senyal (v. 2001: una odissea de l'espai per més detalls sobre l'argument).
El relat curt El Sentinella es transformà i guanyà complexitat. L'observatori lunar, que en el relat original tenia forma de piràmide, es converteix en el famós monòlit de Tycho (TMA-1), i s'hi afegí un altre monòlit, que visitava la Terra en èpoques prehistòriques i donava una empenta evolutiva a l'espècie més prometedora del planeta fa quatre mil milions d'anys.
D'aquesta idea va néixer 2001: una odissea de l'espai, una de les pel·lícules de ciència-ficció més notables de la història (tot i que també compta amb nombrosos detractors) pel seu contingut filosòfic, pel seu rigor científic i pels seus efectes especials (mai vistos en l'època de l'estrena, previ a l'arribada de l'home a la Lluna, i que segueixen conservant la seva solvència fins i tot avui dia).
La novel·la i el guió cinematogràfic es desenvoluparen en paral·lel, influenciant-se mútuament, i, tot i que en el fonamental resulten consistents, també contenen importants diferències. La més notable és que la missió Discovery, en la novel·la, es dirigeix a Saturn i al seu satèl·lit Jàpet, mentre que en la pel·lícula es tracta de Júpiter i el seu satèl·lit Europa (v. 2001: una odissea de l'espai).

## 2010: Odissea dos (1982)
Tot i que 2001 havia estat concebut com una aventura autocontinguda, Clarke decidí escriure aquesta seqüela després que la sonda Voyager sobrevolés Júpiter i les seves llunes a finals dels anys '70, proporcionant-ne informació i imatges sense parangó fins al moment. La novel·la és, per tant, una continuació de la pel·lícula de Stanley Kubrick, més que de la novel·la original.
El govern dels Estats Units està preparant la Discovery II per tornar a Júpiter i esbrinar què passà amb la missió original del 2001. Tanmateix, la Unió Soviètica és més ràpida i posa a punt Leonov que, tot i tripulada per soviètics, també porta a bord tres nord-americans coneixedors de les interioritats de la Discovery, entre els que figuren dos personatges de la novel·la anterior: Heywood Floyd i el Dr. Chandra, creador del HAL 9000.
La novel·la narra la recuperació de la Discovery i els intents d'estudi del monòlit que orbita al voltant de Júpiter, i guarda, en una monumental sorpresa final, una de les idees més impactants de la literatura de l'autor.
La novel·la es portà al cinema el 1984 amb 2010: The Year We Made Contact.

## 2061: Odissea tres (1987)
Clarke desitjava continuar amb la seva saga més famosa aprofitant les dades que anava a recollir la missió espacial Galileo de la NASA a Júpiter a finals dels anys 80. Tanmateix, l'endarreriment de l'inici de la missió el feu decidir per una trama alternativa, centrada en la visita del Cometa de Halley a la Terra.
La humanitat ha començat la colonització del sistema solar, però ningú s'ha atrevit a aterrar a Europa. Tanmateix, una sèrie de circumstàncies imprevistes obliguen la cosmonau Galaxy a efectuar un aterratge d'emergència. Varada en una desconeguda platja d'Europa, la Galaxy només pot ser socorreguda per l'Universe, una nau concebuda com a creuer d'oci que en aquells moments es troba realitzant un viatge de prova al Cometa de Halley. Entre els seus passatgers tornem a trobar-hi amb un centenari Heywood Floyd. Un altre vell conegut, el monòlit, també reapareix en la superfície del satèl·lit.

## 3001: Odissea Final (1997)
El protagonista d'aquesta última novel·la torna a ser Frank Poole, un dels astronautes de la Discovery en la novel·la original. La història transcorre un mil·lenni després de la primera, el que la distància tant en el to com en l'estructura de les altres novel·les de la sèrie, obliga Clarke a un continu exercici d'imaginació del que sorta ben parat gràcies al seu ofici i als seus amplis coneixements científics.
Després d'una sorprenent recreació del món de després d'un mil·lenni, les meravelles del qual descobrim a través dels ulls meravellats de Poole, l'antic astronauta dedueix que el monòlit d'Europa potser representa en aquell moment un enorme perill i viatja de nou cap al sistema jovià per tractar d'establir contacte amb David Bowman o el que quedi d'ell.

## Incoherències internes
L'autor adverteix en diversos dels episodis de la saga que cadascuna de les novel·les és una variació sobre el mateix tema, més que una seqüela en el sentit estricte, i que cadascuna té el seu propi univers. Per això, no és estrany trobar inconsistències entre les diferents novel·les pel que fa a fets, noms i llocs, que, tanmateix, no alteren l'essència de la trama.

## Personatges
- Frank Poole juntament amb David Bowman són els principals membres de la tripulació a bord de la nau espacial Discovery. Poole és un astronauta assassinat per HAL 9000, l'ordinador de la nau espacial Discovery a 2001:Una odissea de l'espai. HAL 9000 va efectuar l'assassinat colpejant a Poole amb una antena i enviant-lo a l'espai profund, on moriria ofegat o d'hipotèrmia. Poole estava en procés de reemplaçar la unitat electrònica AE-35 que HAL equivocadament havia predit que fallaria. Aquesta equivocació en la predicció de HAL va ser el primer símptoma que aquest era capaç d'equivocar-se, portant a Poole i David Bowman a considerar la desconnexió de HAL. En un acte que s'assembla a la resposta humana per a la supervivència, HAL va matar en Frank Poole i va intentar fer el mateix amb en David Bowman. El personatge de Frank Poole a la pel·lícula va ser interpretat per Gary Lockwood. A la pel·lícula, Poole juga als escacs contra HAL. En l'última novel·la de la saga, 3001:Odissea final, el cos de Poole és descobert per casualitat en els confins del sistema solar, després de vagar a la deriva per l'espai a al llarg d'un mil·lenni. L'exposició de Poole al buit el va congelar instantàniament, per la qual cosa el seu cos es va mantenir en bones condicions. L'avançada tecnologia del tercer mil·lenni aconsegueix de reviure'l i Poole ha d'enfrontar-se de nou amb el misteri del monòlit, la presència del qual es comença a revelar molt perillosa, i amb allò que queda de David Bowman.
- David Bowman o Dave apareix per primera vegada en la novel·la original d'Arthur C. Clarke, anomenada 2001: una odissea de l'espai, que fou desenvolupada en paral·lel amb el guió de la pel·lícula del mateix títol, els crèdits de la qual inclouen, a més de Clarke, el director del film: Stanley Kubrick. El personatge apareix novament en la seqüela del llibre, 2010: Odissea dos, així com en la seva adaptació cinematogràfica, 2010: The Year We Made Contact, de Peter Hyams. El personatge reapareix en breus però importants aparicions en els dos llibres restants de la saga, 2061: Odissea tres i 3001: Odissea final. En les dues pel·lícules, el personatge és interpretat per Keir Dullea.